# Wzgórza Rabsztyńskie
Wzgórza Rabsztyńskie (341.321) – mikroregion będący częścią Wyżyny Olkuskiej. Jest to płaskowyż obejmujący okolice Olkusza. Zdzisław Czeppe nazwał go Grzędami Olkuskimi. Według Jerzego Kondrackiego nazwa ta jest niezbyt udana, najbliższych okolic Olkusza nie można bowiem nazwać grzędami. Silne w tym regionie rozczłonkowanie kuesty powoduje, że wyodrębniają się poszczególne wzgórza. Kondracki nadał mu nazwę Wzgórza Rabsztyńskie od jednego ze wzgórz, na którym zachowały się ruiny Zamku w Rabsztynie.
Wapienne podłoże powoduje, że doliny zwykle są suche. Niektóre potoki zanikają. Np. potok Baba wypływa w dużym źródle pod Kosmolowem, płynie przez kilka kilometrów i zanika w piaskach. Jego wody zasilają rzekę Sztoła przepływającą przez tzw. Pustynię Starczynowską.
Olkusz to średniowieczne miasto górnicze, w którym wydobywano i przetapiano rudy srebra i ołowiu i istniała mennica. Obecnie wydobywa się tutaj rudy cynku znajdujące się w dolomitach z górnego triasu. We wsi Klucze istnieje cementownia i fabryka papieru. W niektórych miejscowościach działają kamieniołomy wydobywające wapienie.